# Supercoupe de Lettonie de football
La Supercoupe de Lettonie de football (en letton : Latvijas Superkauss futbolā) est une compétition lettonne de football créée en 2013 et organisée par la Fédération de Lettonie de football (LFF). 
Elle oppose lors d'un match unique le championnat de Lettonie au vainqueur de la Coupe de Lettonie.

## Palmarès
| Année     | Vainqueur             | Résultat              | Finaliste             |
| --------- | --------------------- | --------------------- | --------------------- |
| 2013      | FC Daugava            | 4-1                   | Skonto FC             |
| 2014      | Compétition annulée   | Compétition annulée   | Compétition annulée   |
| 2015-2023 | Compétition suspendue | Compétition suspendue | Compétition suspendue |
| 2024      | Riga FC               | 1-1 (5-4 tab)         | FK RFS                |
| 2025      | FK RFS                | 3-1                   | Riga FC               |